# Liste der Kriege und Schlachten in Lettland
Die Liste der Kriege und Schlachten in Lettland zeigt chronologisch ab ca. 800 nach Christus die wichtigsten kriegerischen Auseinandersetzungen mit Kriegen, Schlachten und Gefechten auf dem Gebiet des heutigen Lettlands oder unter maßgeblicher lettischer Beteiligung.

## Übersicht
| Zeitraum            | Zugehörigkeit                                    | Bild                                               | Umfang |
| ------------------- | ------------------------------------------------ | -------------------------------------------------- | --- |
| Bis 13. Jahrhundert | Baltische und Ostsee-Finnische Stämme            | Baltische Stämme um 1200                           | Liven • Idumeja, Metsepole, Lēdurga, Turaida, Vanema, Daugavas Līvzeme, Ventava, Vendene Kuren • Vredecuronia, Bandava, Piemare, Duvzare, Ceklis, Megava, Pilsāts, Zeme starp Skrundu un Zemgali (Starpzeme) Lettgallen • Jersika, Tālava, Atzele, Pietālava, Lotigola, Koknese, Idumeja, Imera Semgallen • Upmale, Plāne, Dobele, Mežotne, Tērvete, Silene, Spārnene, Dobene, Žagare Selonen • Sēlija, Medene, Alektene, Kalve, Pelone, Maleisine, Tovrakste |
| 1207–1561           | Livländische Konföderation                       | Terra Mariana 1260                                 | Deutscher Ordensstaat (Meistertum Livland) • Schwertbrüderorden (1202–1237), Livländischer Orden (ab 1237) • Bistum Riga (1202, ab 1255 Erzbistum) • Bistum Kurland (1234) |
| 1561–1566/69        | Königreich Polen Großfürstentum Litauen          | Polen-Litauen 1619: Herzogtum Livland (dunkelgrau) | Großfürstentum Litauen • Herzogtum Livland (1561–1569) Königreich Polen • Herzogtum Kurland und Semgallen (1561–1795) |
| 1569–1629           | Königreich Polen-Litauen                         | Polen-Litauen 1619: Herzogtum Livland (dunkelgrau) | Königreich Polen-Litauen • Herzogtum Livland (1561–1629) • Herzogtum Kurland und Semgallen (1561–1795) |
| 1629–1721           | Königreich Schweden Königreich Polen-Litauen     | Schwedisch-Livland                                 | Königreich Schweden • Schwedisch-Livland (1629–1721) Königreich Polen-Litauen • Polnisch-Livland (1629–1772) • Herzogtum Kurland und Semgallen (1561–1795) |
| 1721–1772           | Russisches Kaiserreich Königreich Polen-Litauen  |                                                    | Russisches Kaiserreich • Gouvernement Livland (1721–1918) Königreich Polen-Litauen • Polnisch-Livland (1629–1772) • Herzogtum Kurland und Semgallen (1561–1795) |
| 1772–1795           | Russisches Kaiserreich Königreich Polen-Litauen  |                                                    | Russisches Kaiserreich • Gouvernement Livland (1721–1918) • Gouvernement Witebsk (1802–1918) Königreich Polen-Litauen • Herzogtum Kurland und Semgallen (1561–1795) |
| 1795–1915           | Russisches Kaiserreich                           | Verwaltungsgliederung Russlands 1917               | Russisches Kaiserreich • Gouvernement Livland (1721–1918) • Gouvernement Kurland (1795–1915) • Gouvernement Witebsk (1802–1918) |
| 1915–1917           | Russisches Kaiserreich Deutsche Besatzung        |                                                    | Russisches Kaiserreich • Gouvernement Livland (1721–1918) • Gouvernement Witebsk (1802–1918) Deutsche Besatzung • Ober Ost (Kurland 1915–1918) |
| 1917–1918           | Sowjetrussland Deutsche Besatzung                |                                                    | Sowjetrussland • Gouvernement Livland (1721–1918) • Gouvernement Witebsk (1802–1918) • Lettische Sozialistische Sowjetrepublik (1918–1920) Deutsche Besatzung • Ober Ost (Kurland 1915–1918) • Herzogtum Kurland und Semgallen (1918) • Vereinigtes Baltisches Herzogtum |
| 1918/20–1940        | Republik Lettland                                | Republik Lettland 1918–1940                        | Republik Lettland 1918–1940 |
| 1940–1941           | Sowjetunion                                      | Sowjetische Besetzung Lettlands 1940               | Sowjetunion • Lettische Sozialistische Sowjetrepublik 1940–1941 |
| 1941–1944/45        | Deutsche Besatzung                               |                                                    | Deutsche Besatzung • Generalbezirk Lettland 1941–1945 |
| 1944/45–1990        | Sowjetunion (völkerrechtlich: Republik Lettland) | Gebietsverluste Estlands und Lettlands 1945        | Sowjetunion • Lettische Sozialistische Sowjetrepublik 1944–1990 |
| 1990–heute          | Republik Lettland                                | Republik Lettland 1990–heute                       | Republik Lettland |

## 12. Jahrhundert
| Datum                                    | Schlachtname                             | Ort, Region, Staat (heute)               | Ergebnis                                 |
| 1180–1290: Nordische/Baltische Kreuzzüge | 1180–1290: Nordische/Baltische Kreuzzüge | 1180–1290: Nordische/Baltische Kreuzzüge | 1180–1290: Nordische/Baltische Kreuzzüge |
| ---------------------------------------- | ---------------------------------------- | ---------------------------------------- | ---------------------------------------- |
| 1198, 24. Juli                           | Schlacht bei Riga (1198)                 | Riga, Livland, Lettland                  | Schwertbrüderorden besiegt Düna-Liven    |

## 13. Jahrhundert
| Datum                                    | Schlachtname                             | Ort, Region, Staat (heute)                 | Ergebnis |
| 1180–1290: Nordische/Baltische Kreuzzüge | 1180–1290: Nordische/Baltische Kreuzzüge | 1180–1290: Nordische/Baltische Kreuzzüge   | 1180–1290: Nordische/Baltische Kreuzzüge |
| ---------------------------------------- | ---------------------------------------- | ------------------------------------------ | --- |
| 1200, Sommer                             | Schlacht bei Rumbula (1200)              | Rumbula bei Riga, Livland, Lettland        | Schwertbrüderorden besiegt Düna–Liven und Livländer (Turaida) |
| 1204, Sommer                             | Belagerung von Riga (1204)               | Riga, Livland, Lettland                    | Stadt Riga und Kreuzfahrer besiegen Großfürstentum Litauen und Liven (Aizkraukle, Lielvārde)                                                                             |
| 1205, 23. Februar                        | Schlacht bei Rodenpois                   | Ropaži, Livland, Lettland                  | Schwertbrüderorden, Erzbistum Riga und Semgallen besiegen Großfürstentum Litauen                                                                                         |
| 1206, 4. Juni                            | Schlacht bei Kirchholm (1206)            | Salaspils, Livland, Lettland               | Schwertbrüderorden, Kreuzfahrer, Erzbistum Riga und Riga–Liven besiegen Liven (Salaspils, Turaida) und Großfürstentum Litauen                                            |
| 1206, Sommer                             | Schlacht bei Treiden (1206)              | Turaida, Livland, Lettland                 | Schwertbrüderorden, Kreuzfahrer, Erzbistum Riga und Semgallen besiegen Liven (Turaida, Satezele)                                                                         |
| 1206, Sommer–Herbst                      | Belagerung von Kirchholm (1206)          | Salaspils, Livland, Lettland               | Kreuzfahrer, Erzbistum Riga und Salaspils–Liven besiegen Liven (Turaida) und Fürstentum Polozk                                                                           |
| 1209, Herbst                             | Eroberung von Jersika                    | Jersika, Lettgallen, Lettland              | Schwertbrüderorden besiegt Jersika und Litauen |
| 1210, Anfang                             | Schlacht bei Wenden (1210)               | Cēsis, Livland, Lettland                   | Schwertbrüderorden, Erzbistum Riga, Livländer und Lettgallen (Tālava) besiegen Esten (Ugandi)                                                                            |
| 1210, 18. April                          | Seeschlacht bei Gotland (1210)           | Bei Fårö (Gotland), Gotlands län, Schweden | Kuren besiegen Erzbistum Riga und Kreuzfahrer |
| 1210, 12.–13. Juli                       | Schlacht bei Riga (1210)                 | Riga, Livland, Lettland                    | Schwertbrüderorden, Erzbistum Riga und Stadt Riga besiegen Kuren |
| 1210, August/September                   | Schlacht bei Ümera (1210)                | Südlich Valmiera, Livland, Lettland        | Esten (Ugandi, Sakala und Sontagana) besiegen Schwertbrüderorden, Livländer (Turaida) und Lettgallen (Tālava)                                                            |
| 1211, Februar–März                       | Belagerung von Fellin (1211)             | Viljandi, Viljandimaa, Estland             | Schwertbrüderorden, Erzbistum Riga, Livländer (Turaida) und Lettgallen (Tālava) besiegen Esten (Sakala)                                                                  |
| 1211, Sommer                             | Schlacht bei Treiden (1211)              | Turaida, Livland, Lettland                 | Schwertbrüderorden, Erzbistum Riga Livländer und Lettgallen (Tālava) besiegen Esten, Ösel–Esten und Revala                                                               |
| 1215, Anfang                             | Schlacht bei Lehola                      | Bei Olustvere, Viljandimaa, Estland        | Schwertbrüderorden, Erzbistum Riga und Livländer besiegen Esten (Sakala)                                                                                                 |
| 1215, Frühling                           | Schlacht bei Riga (1215)                 | Riga, Livland, Lettland                    | Schwertbrüderorden, Erzbistum Riga, Livländer und Lettgallen (Tālava) besiegen Esten und Ösel–Esten                                                                      |
| 1217, Februar                            | Schlacht bei Odenpäh                     | Otepää, Valgamaa, Estland                  | Nowgoroder und Pleskauer Russen sowie Esten (Ösel–Esten, Sakala, Harrien) besiegen Schwertbrüderorden, Erzbistum Riga, Livländer, Lettgallen (Tālava) und Esten (Ugandi) |
| 1217, 21. September                      | Schlacht am St. Matthäus-Tag             | Suure-Jaani, Viljandimaa, Estland          | Schwertbrüderorden, Erzbistum Riga, Livländer (Turaida) und Lettgallen (Tālava) besiegen Esten (Sakala, Wiek, Harrien, Jerwen, Revala und Wierland)                      |
| 1221, April                              | Belagerung von Reval (1221)              | Tallinn, Harrien, Estland                  | Kgr. Dänemark besiegt Ösel–Esten und Esten (Revala, Harrien und Wierland)                                                                                                |
| 1223, Februar–März                       | Belagerung von Reval (1223)              | Tallinn, Harrien, Estland                  | Kgr. Dänemark besiegt Ösel–Esten und Esten (Wiek, Varbola, Jerwen und Wierland)                                                                                          |
| 1223, 1.–15. August                      | Belagerung von Fellin (1223)             | Viljandi, Viljandimaa, Estland             | Schwertbrüderorden, Erzbistum Riga, Livländer und Lettgallen besiegen Esten (Sakala), Nowgoroder und Pleskauer Russen                                                    |
| 1224, 15. August                         | Belagerung von Dorpat (1224)             | Tartu, Tartumaa, Estland                   | Schwertbrüderorden, Erzbistum Riga, Livländer und Lettgallen besiegen Esten (Ugandi, Sakala) und Nowgoroder Russen                                                       |
| 1227, 29. Januar–3. Februar              | Belagerung von Moon                      | Muhu, Saare maakond, Estland               | Schwertbrüderorden, Erzbistum Riga, Livländer, Lettgallen und bekehrte Esten besiegen Ösel–Esten und Esten (Muhu)                                                        |
| 1229, 5. März                            | Schlacht von Ascheraden (1229)           | Aizkraukle, Livland, Lettland              | Semgallen besiegen Schwertbrüderorden |
| 1236, 22. September                      | Schlacht von Schaulen (1236)             | Šiauliai, Bezirk Schaulen, Litauen         | Samogiten, Litauer und Semgallen besiegen Schwertbrüderorden, Pleskauer Russen, Livländer, Lettgallen und Kgr. Dänemark                                                  |
| 1242, 5. April                           | Schlacht auf dem Peipussee               | Peipussee, Estland/Russland                | Nowgoroder und Pleskauer Russen sowie Großfürstentum Litauen besiegen Livländischen Orden, Bistum Dorpat und Kgr. Dänemark                                               |
| 1245                                     | Schlacht bei Wenden (1245)               | Cēsis, Livland, Lettland                   | Großfürstentum Litauen und Nalšia besiegen Livländischen Orden, Lettland–Wenden und Lettgallen                                                                           |
| 1257                                     | Schlacht von Memel (1257)                | Klaipėda, Bezirk Memel, Litauen            | Samogiten besiegen Livländischen Orden und Kuren |
| 1259                                     | Schlacht von Schoden                     | Luknė bei Skuodas, Bezirk Memel, Litauen   | Samogiten besiegen Livländischen Orden und Kuren |
| 1260, 13. Juli                           | Schlacht an der Durbe                    | Durbe, Kurland, Lettland                   | Samogiten und Großfürstentum Litauen besiegen Livländischen Orden mit Kuren, Prussen, Kgr. Dänemark und Kgr. Schweden                                                    |
| 1262, 3. Februar                         | Schlacht bei Lennewarden                 | Lielvārde, Livland, Lettland               | Samogiten besiegen Livländischen Orden |
| 1263, Februar                            | Schlacht bei Dünamünde (1263)            | Daugavgrīva, Livland, Lettland             | Großfürstentum Litauen und Samogiten gegen Livländischen Orden |
| 1268, 18. Februar                        | Schlacht bei Wesenberg (1268)            | Rakvere, West-Wierland, Estland            | Nowgoroder und Pleskauer Russen besiegen Livländischen Orden, Bistum Dorpat, Bistum Ösel-Wiek und Kgr. Dänemark (Hzt. Estland)                                           |
| 1270, 16. Februar                        | Schlacht bei Karusen                     | Karuse, Pärnumaa, Estland                  | Großfürstentum Litauen und Semgallen besiegen Livländischen Orden, Bistum Dorpat, Bistum Ösel-Wiek, und Kgr. Dänemark (Hzt. Estland)                                     |
| 1277                                     | Belagerung von Dünaburg (1277)           | Daugavpils, Lettgallen, Lettland           | Großfürstentum Litauen gegen Livländischen Orden |
| 1279, 5. März                            | Schlacht von Ascheraden (1279)           | Aizkraukle, Livland, Lettland              | Großfürstentum Litauen besiegt Livländischen Orden |
| 1287, 26. März                           | Schlacht an der Garoza                   | Bei Ozolnieki, Semgallen, Lettland         | Semgallen besiegt Livländischen Orden, Livländer, Lettgallen und Stadt Riga                                                                                              |
| 1298, 1. Juni                            | Schlacht bei Treiden (1298)              | Turaida, Livland, Lettland                 | Großfürstentum Litauen und Stadt Riga besiegen Livländischen Orden |
| 1298, 28. Juni                           | Schlacht bei Neuermühlen (1298)          | Ādaži bei Riga, Livland, Lettland          | Livländischer Orden besiegt Großfürstentum Litauen, Erzbistum und Stadt Riga                                                                                             |

## 14./15. Jahrhundert
| Datum                                   | Schlachtname                         | Ort, Region, Staat (heute)             | Ergebnis                                                                     |
| 1479–1492: Livländischer Bürgerkrieg    | 1479–1492: Livländischer Bürgerkrieg | 1479–1492: Livländischer Bürgerkrieg   | 1479–1492: Livländischer Bürgerkrieg                                         |
| --------------------------------------- | ------------------------------------ | -------------------------------------- | ---------------------------------------------------------------------------- |
| 1482, 17. Januar                        | Schlacht am Rabenstein               | Bei Riga, Livland, Lettland            | Stadtmark Riga besiegt Livländischen Orden; Waffenstillstand von Neuermühlen |
| 1484, 22. März                          | Schlacht am Stintsee                 | Bei Riga, Livland, Lettland            | Stadtmark Riga besiegt Livländischen Orden                                   |
| 1490                                    | Schlacht bei Treyden                 | Turaida bei Sigulda, Livland, Lettland | Stadtmark Riga besiegt Livländischen Orden                                   |
| 1491, 30. März                          | Schlacht bei Neuermühlen             | Ādaži bei Riga, Livland, Lettland      | Livländischer Orden und Erzbistum besiegen Stadtmark Riga; Friedensvertrag   |
| 1480–1481: Russisch-Livländischer Krieg |                                      |                                        |                                                                              |

## 16. Jahrhundert
| Datum                                                    | Schlachtname                            | Ort, Region, Staat (heute)              | Ergebnis                                                                             |
| 1500–1502: Russisch-Livländischer Krieg                  | 1500–1502: Russisch-Livländischer Krieg | 1500–1502: Russisch-Livländischer Krieg | 1500–1502: Russisch-Livländischer Krieg                                              |
| -------------------------------------------------------- | --------------------------------------- | --------------------------------------- | ------------------------------------------------------------------------------------ |
| 1501, 27. August                                         | Schlacht an der Seriza                  | Isborsk bei Pskow, Pskow, Russland      | Livländische Konföderation besiegt Großfürstentum Moskau                             |
| 1502, 13. September                                      | Schlacht am Smolinasee                  | Palkino bei Pskow, Pskow, Russland      | Livländische Konföderation besiegt Großfürstentum Moskau                             |
| 1558–1583: Livländischer Krieg (Erster Nordischer Krieg) |                                         |                                         |                                                                                      |
| 1558, 1. April – 11. Mai                                 | Belagerung von Narva (1558)             | Narva, Ost-Wierland, Estland            | Zarentum Russland besiegt Livländische Konföderation                                 |
| 1558, – 29. Juni                                         | Belagerung von Neuhausen                | Vastseliina, Võrumaa, Estland           | Zarentum Russland besiegt Livländische Konföderation                                 |
| 1558, 8. – 18. Juli                                      | Belagerung von Dorpat (1558)            | Tartu, Tartumaa, Estland                | Zarentum Russland besiegt Bistum Dorpat                                              |
| 1558, August                                             | Belagerung von Weißenstein (1558)       | Paide, Jerwen, Estland                  | Zarentum Russland besiegt Livländische Konföderation                                 |
| 1558, September – Oktober                                | Belagerung von Ringen                   | Rõngu, Tartumaa, Estland                | Livländische Konföderation besiegt Zarentum Russland                                 |
| 1559, 17. Januar                                         | Schlacht bei Tirsen                     | Tirza, Livland, Lettland                | Zarentum Russland besiegt Livländische Konföderation und Erzbistum Riga              |
| 1560, 2. August                                          | Schlacht bei Ermes                      | Ērģeme, Livland, Lettland               | Zarentum Russland besiegt Livländischen Orden, Kgr. Polen und Großfürstentum Litauen |
| 1577, August – September                                 | Schlacht bei Wenden (1577)              | Cēsis, Livland, Lettland                | Zarentum Russland besiegt Schweden                                                   |
| 1578, 21. Oktober                                        | Schlacht bei Wenden (1578)              | Cēsis, Livland, Lettland                | Polen–Litauen und Schweden besiegen Zarentum Russland                                |
| 1583: Piltener Erbfolgekrieg                             |                                         |                                         |                                                                                      |
| 1590–1595: Russisch-Schwedischer Krieg                   |                                         |                                         |                                                                                      |

## 17. Jahrhundert
| Datum | Schlachtname                             | Ort, Region, Staat (heute)                      | Ergebnis                                 |
| 1600–1611: Polnischer–Schwedischer Krieg | 1600–1611: Polnischer–Schwedischer Krieg | 1600–1611: Polnischer–Schwedischer Krieg        | 1600–1611: Polnischer–Schwedischer Krieg |
| --- | ---------------------------------------- | ----------------------------------------------- | ---------------------------------------- |
| 1601, Anfang Juni | Schlacht von Erlaa                       | Ērgļi, Livland, Lettland                        | Polen-Litauen besiegt Schweden           |
| 1601, 7. Januar | Schlacht von Kokenhusen                  | Koknese, Livland, Lettland                      | Polen-Litauen besiegt Schweden           |
| 1601, 23. Juni | Schlacht bei Wenden (1601)               | Cēsis, Livland, Lettland                        | Polen-Litauen besiegt Schweden           |
| 1601, 18. Oktober – 18. Dezember | Belagerung von Wolmar                    | Valmiera, Livland, Lettland                     | Polen-Litauen besiegt Schweden           |
| 1605, 27. September | Schlacht bei Kirchholm (1605)            | Salaspils, Livland, Lettland                    | Polen-Litauen besiegt Schweden           |
| 1608, 27. Juli | Eroberung von Dünamünde (1608)           | Daugavgrīva, Livland, Lettland                  | Schweden besiegt Polen-Litauen           |
| 1609, 23. – 24. März | Schlacht von Salis                       | Salacgrīva, Livland, Lettland                   | Polen-Litauen besiegt Schweden           |
| 1609, 6. Oktober | Schlacht von Dünamünde (1609)            | Daugavgrīva, Livland, Lettland                  | Polen-Litauen besiegt Schweden           |
| 1617–1618: Polnischer–Schwedischer Krieg |                                          |                                                 |                                          |
| 1617, 19. – 21. Juni | Belagerung von Dünamünde (1617)          | Daugavgrīva, Livland, Lettland                  | Schweden besiegt Polen-Litauen           |
| 1621–1625: Polnischer–Schwedischer Krieg |                                          |                                                 |                                          |
| 1621, 29. August – 25. September | Belagerung von Riga (1621)               | Riga, Livland, Lettland                         | Schweden besiegt Polen-Litauen           |
| 1621, 28. November | Schlacht bei Kroppenhof                  | Kroppenhof, Livland, Lettland                   | Polen-Litauen besiegt Schweden           |
| 1622, 10. August | Schlacht bei Mitau (1622)                | Jelgava, Semgallen, Lettland                    | Polen-Litauen besiegt Schweden           |
| 1625, 12. Oktober | Schlacht bei Listenhoff                  | Listenhoff, Livland, Lettland                   | Polen-Litauen besiegt Schweden           |
| 1626–1629: Polnischer–Schwedischer Krieg |                                          |                                                 |                                          |
| 1625, 30. September | Schlacht bei Selburg                     | Sēlpils, Semgallen, Lettland                    | Schweden besiegt Polen-Litauen           |
| 1626, 7. Januar | Schlacht bei Wallhof                     | Valle, Semgallen, Lettland                      | Schweden besiegt Polen-Litauen           |
| 1626 | Schlacht bei Bauske                      | Bauska, Semgallen, Lettland                     |                                          |
| 1626 | Schlacht bei Mitau (1626)                | Jelgava, Semgallen, Lettland                    |                                          |
| 1626, 3. Dezember | Schlacht bei Wenden (1626)               | Cēsis, Livland, Lettland                        | Schweden besiegt Polen-Litauen           |
| 1628, 1. Februar | Schlacht bei Treiden (1628)              | Turaida, Livland, Lettland                      | Schweden besiegt Polen-Litauen           |
| 1656–1658: Russisch-Schwedischer Krieg Zweiter Nordischer Krieg (Polnisch-Schwedischer Krieg 1655–1660) (→Schwedische Sintflut) und →Russisch-Polnischer Krieg 1654–1667 |                                          |                                                 |                                          |
| 1656, 18. – 31. Juli | Belagerung von Dünaburg (1656)           | Daugavpils, Lettgallen, Lettland                | Zarentum Russland besiegt Schweden       |
| 1656, 14. August | Eroberung von Kokenhusen (1656)          | Koknese, Livland, Lettland                      | Zarentum Russland besiegt Schweden       |
| 1656, 24. August – 5. Oktober | Belagerung von Riga (1656)               | Riga, Livland, Lettland                         | Schweden besiegt Zarentum Russland       |
| 1657, 9. Juni/8. Juli | Schlacht von Walk                        | Valka/Valga, Livland/Valgamaa, Lettland/Estland | Schweden besiegt Zarentum Russland       |
| 1675–1679: Schonischer Krieg (Nordischer Krieg (1674–1679)) |                                          |                                                 |                                          |

## 18. Jahrhundert
| Datum | Schlachtname                                                                                                   | Ort, Region, Staat (heute)                                                                                     | Ergebnis |
| 1700: Großer Nordischer Krieg (→Livländisch-Estnischer Kriegsschauplatz) und Sächsischer Livlandfeldzug (1700) | 1700: Großer Nordischer Krieg (→Livländisch-Estnischer Kriegsschauplatz) und Sächsischer Livlandfeldzug (1700) | 1700: Großer Nordischer Krieg (→Livländisch-Estnischer Kriegsschauplatz) und Sächsischer Livlandfeldzug (1700) | 1700: Großer Nordischer Krieg (→Livländisch-Estnischer Kriegsschauplatz) und Sächsischer Livlandfeldzug (1700) |
| --- | --- | --- | --- |
| 1700, 21. Februar – 19. September                                                                              | Belagerung von Riga (1700)                                                                                     | Riga, Livland, Lettland                                                                                        | Schweden besiegt Polen-Litauen, Kurfürstentum Sachsen und Zarentum Russland                                    |
| 1700, 17. Mai                                                                                                  | Gefecht bei Jungfernhof                                                                                        | Jungfernhof (Riga), Livland, Lettland                                                                          | Schweden besiegt Polen-Litauen und Kurfürstentum Sachsen                                                       |
| 1701, 19. Juli                                                                                                 | Schlacht an der Düna                                                                                           | Krämershof bei Riga, Livland, Lettland                                                                         | Schweden besiegt Polen-Litauen, Kurfürstentum Sachsen und Zarentum Russland                                    |
| 1702, August                                                                                                   | Angriff auf Marienburg                                                                                         | Alūksne, Livland, Lettland                                                                                     | Zarentum Russland besiegt Schweden                                                                             |
| 1702, August                                                                                                   | Angriff auf Wolmar                                                                                             | Valmiera, Livland, Lettland                                                                                    | Zarentum Russland besiegt Schweden                                                                             |
| 1704, 5. August                                                                                                | Schlacht bei Jakobstadt                                                                                        | Jēkabpils, Semgallen, Lettland                                                                                 | Schweden besiegt Polen-Litauen und Zarentum Russland                                                           |
| 1705, 26. Juli                                                                                                 | Schlacht bei Gemauerthof                                                                                       | Mūrmuiža, Semgallen, Lettland                                                                                  | Schweden besiegt Polen-Litauen und Zarentum Russland                                                           |
| 1705, 25. August – 3. September                                                                                | Belagerung von Mitau                                                                                           | Jelgava, Semgallen, Lettland                                                                                   | Zarentum Russland besiegt Schweden                                                                             |
| 1709, 14. November – 4. Juli 1710                                                                              | Belagerung von Riga (1709–1710)                                                                                | Riga, Livland, Lettland                                                                                        | Zarentum Russland besiegt Schweden                                                                             |
| 1710, 15. Juli – 10. Oktober                                                                                   | Belagerung von Riga (1710)                                                                                     | Riga, Livland, Lettland                                                                                        | Zarentum Russland besiegt Schweden                                                                             |

## 19. Jahrhundert
| Datum                                                  | Schlachtname                                           | Ort, Region, Staat (heute)                             | Ergebnis                                               |
| 1812: Sechster Koalitionskrieg (→Russlandfeldzug 1812) | 1812: Sechster Koalitionskrieg (→Russlandfeldzug 1812) | 1812: Sechster Koalitionskrieg (→Russlandfeldzug 1812) | 1812: Sechster Koalitionskrieg (→Russlandfeldzug 1812) |
| ------------------------------------------------------ | ------------------------------------------------------ | ------------------------------------------------------ | ------------------------------------------------------ |
| 1812, 29. September                                    | Schlacht von Mesothen                                  | Mežotne, Semgallen, Lettland                           | Kgr. Preußen besiegt Russisches Kaiserreich            |

## 20. Jahrhundert
| Datum                                                                                                  | Schlachtname                         | Ort, Region, Staat (heute)                     | Ergebnis                                                                                    |
| 1914–18 – Erster Weltkrieg                                                                             | 1914–18 – Erster Weltkrieg           | 1914–18 – Erster Weltkrieg                     | 1914–18 – Erster Weltkrieg                                                                  |
| --- | ------------------------------------ | ---------------------------------------------- | ------------------------------------------------------------------------------------------- |
| 1915, 8.–19. August                                                                                    | Vorstoß in die Rigaer Bucht          | Rigaischer Meerbusen, Lettland                 | Deutsches Kaiserreich gegen Russisches Kaiserreich                                          |
| 1917, 1.–5. September                                                                                  | Schlacht um Riga                     | Riga, Livland, Lettland                        | Deutsches Kaiserreich besiegt Russisches Kaiserreich                                        |
| 1917, 17. Oktober                                                                                      | Schlacht im Moon-Sund                | Riga, Livland, Lettland                        | Deutsches Kaiserreich besiegt Russisches Kaiserreich (Unternehmen Albion)                   |
| 1918–1920: Lettischer Unabhängigkeitskrieg und Estnischer Freiheitskrieg → auch Russischer Bürgerkrieg |                                      |                                                |                                                                                             |
| 1919, 31. Januar                                                                                       | Schlacht von Paju                    | Gutshaus Paju bei Valga, Valgamaa, Estland     | Estland und Finnland besiegen Sowjetrussland und Lettische Sowjetrepublik                   |
| 1919, 19.–20. Juni                                                                                     | Schlacht bei Lemsal                  | Limbaži bis Straupe, Livland, Lettland         | Estland und Lettland besiegen Baltische Landeswehr und Eiserne Division (Deutsches Reich)   |
| 1919, 19.–23. Juni                                                                                     | Schlacht bei Wenden (1919)           | Cēsis, Livland, Lettland                       | Estland und Lettland besiegen Baltische Landeswehr und Eiserne Division (Deutsches Reich)   |
| 1919, 11. November                                                                                     | Schlacht bei Riga (1919)             | Riga, Livland, Lettland                        | Rep. Lettland, Estland und Vereinigtes Königreich besiegt Westrussische Befreiungsarmee     |
| 1919, 22. November                                                                                     | Schlacht bei Radwilischken           | Radviliškis, Bezirk Schaulen, Litauen, Litauen | Rep. Lettland, Estland und Vereinigtes Königreich besiegt Westrussische Befreiungsarmee     |
| 1920, 3.–5. Januar                                                                                     | Schlacht von Dünaburg (1920)         | Daugavpils, Lettgallen, Lettland               | Polen und Rep. Lettland besiegt Sowjetrussland und Lettische Sowjetrepublik                 |
| 1939–45 – Zweiter Weltkrieg → auch Lettische SS-Verbände                                               |                                      |                                                |                                                                                             |
| 1940, Sommer                                                                                           | Sowjetische Besetzung Lettlands 1940 | Lettland                                       | Gewaltsame Besetzung der Republik Lettland durch die Sowjetunion                            |
| 1941, 15.–17. Dezember                                                                                 | Massaker von Šķēde                   | Liepāja, Kurland, Lettland                     | Deutsches Massaker an lettischen Juden                                                      |
| 1943, Februar–April                                                                                    | Operation Winterzauber               | Belarus, Russland                              | Deutsche Operation gegen Sowjetunion mit estnischer, lettischer und litauischer Beteiligung |
| 1945, 22. Januar                                                                                       | Massaker von Dąbrówka Nowa           | Dąbrówka Nowa, Kujawien-Pommern, Polen         | Massaker der Roten Armee an lettischen SS-Soldaten                                          |